# Cymbidium floribundum
Cymbidium floribundum је врста орхидеја из рода Cymbidium и породице Orchidaceae. Природно станиште је јужна Кина, северни Вијетнам, Тајван, Јапан (али тамо му није природно станиште). Гаји се велики број хибрида. Нису наведене подврсте у бази Catalogue of Life.

## Опис
Цвасти су дужине 20 до цм која на врху има колекцију од 6 до 45 цветова, који су сваки дуги 3 до 4 цм. 
Цветови луче 3-Hydroxyoctanoic acid и феромоне за јапанске пчеле (Apis cerana japonica).
Постоји велики број хибрида са врло разноврсном изгледом. 